# أسفل سرار (يهر)

تعديل مصدري - تعديل

اسفل سرار هي إحدى قرى عزلة يهر بمديرية يهر التابعة لمحافظة لحج، بلغ تعداد سكانها 49 نسمة حسب تعداد اليمن لعام 2004.